# Roba este libro
Roba este libro es un libro escrito por el activista estadounidense Abbie Hoffman. Escrito en 1970 y publicado por Grove Press en 1971, el libro ejemplifica la contracultura de los años sesenta. El libro vendió más de un cuarto de millón de copias entre abril y noviembre de 1971.
El libro, en el estilo de la contracultura, se centró principalmente en formas de luchar contra el gobierno y contra las empresas de cualquier manera posible. Está escrito en forma de una guía para los jóvenes. Hoffman, él mismo un activista político y social, utiliza muchas de sus propias actividades como la inspiración para algunos de sus consejos de Roba este libro.

## Reseña
El autor principal del libro, Abbie Hoffman, fue uno de los activistas estadounidenses más influyentes y reconocidos de finales de la década de 1960 y principios de la década de 1970, ganando la fama con su liderazgo en las protestas contra la guerra de Vietnam. Aparte de Hoffman, varias personas estaban involucradas en la recopilación de Roba este libro incluyendo Izak Haber que está catalogado como "co-conspirador" y Bert Cohen, que está catalogado como "encubridor" en la portada. Tom Forcade no fue acreditado en el libro, pero Hoffman admitió más tarde que había participado en algunas de las ediciones antes de ser reemplazado por Bert Cohen. Roba este libro fue escrito en el clima de la contracultura, en la que la oposición a la tradición y el gobierno estaba muy extendida, y se alentó a la experimentación con nuevas formas de vida. Cuando se publicó el libro éste fue muy popular entre la Nueva Izquierda, especialmente entre los estudiantes en los campus universitarios, como la Universidad de Brandeis, donde Hoffman había sido estudiante.

## Contenido
Roba este libro se divide en tres secciones, "¡Sobrevivir!", "¡Luchar!" y "¡Liberar!". Cada sección tiene varios subcapítulos. A medida que han pasado los años, los detalles específicos de las diversas técnicas y consejos que entrega Hoffman en el libro se han convertido en gran parte obsoletos por razones tecnológicas o reglamentarias, pero el libro refleja de manera icónica el espíritu de la época hippie.
"¡Sobrevivir!" describe las técnicas de obtención de cosas "libres" a través de medios legales y extralegales para sobrevivir. Incluye capítulos sobre cómo adquirir alimentos, ropa, muebles, transporte, terreno, vivienda, educación, atención médica, comunicación, entretenimiento, dinero, drogas y otros artículos y servicios diversos. Las sugerencias incluyen el uso de monedas falsas, aprovecharse del gobierno y las dádivas de la iglesia, y una variedad de técnicas de robo en tiendas.
La sección "¡Luchar!" incluye capítulos sobre cómo iniciar una prensa clandestina, la radio guerrillera, la televisión de guerrillas, lo que se debe llevar a una manifestación que se espera que sea violenta, cómo hacer un surtido de bombas de fabricación casera, primeros auxilios para los combatientes de la calle, asesoramiento jurídico, cómo buscar asilo político, la guerra de guerrillas, las leyes de armas, y la identificación de documentos. Esta sección también incluye consejos sobre temas tales como el cultivo de cannabis, la vida en una comuna, y la obtención de un búfalo gratis por parte del Departamento del Interior.
La tercera sección es "¡Liberar!", y se centra en las soluciones locales en la ciudad de Nueva York, Chicago, San Francisco y Los Ángeles. El libro también incluye un apéndice que enumera las organizaciones "aprobadas" y otros libros que vale la pena robar.

### El "Imperio Cerdo"
En el libro, Hoffman se refiere a Estados Unidos como el "Imperio Cerdo" (en inglés: Pig Empire) y declaró que no era inmoral robar de él: De hecho, escribió Hoffman, que era inmoral no hacerlo. El término fue recogido por los yippies, y fue ampliamente utilizado por lo que se conoció como la "Nación Woodstock".

## Impacto cultural
Este libro da consejos a los lectores sobre cómo hacer para vivir gratis y fuera de la ley. También enseña, entre otras cosas, cómo hacer crecer marihuana, comenzar una radio libre, vivir en una comuna y hacer fraudes a tarjetas de crédito.
Muchos de sus lectores siguieron el consejo de Hoffman y robaron el libro, por lo que numerosas librerías se negaron a tenerlo en venta.
Hoffman se refería a Estados Unidos como el «imperio cerdo» ("Pig empire").
El libro es tal vez el mejor ejemplo de la visión de los yippies, un grupo politizado del movimiento hippie.
La traducción al español es de Inés Campillo y Jorge Sola.
Con esa inspiración se filmó la vida de Abbie Hoffman bajo el título Roba esta película dirigida por Robert Greenwald.